# Hyperakumulátor
Hyperakumulátory jsou rostliny, které jsou schopny koncentrovat v nadzemních částech množství kovů vysoce převyšující obsah kovů v půdě nebo v neakumulujících rostlinách. Tato schopnost je využívána při odstranění znečištění prostředí při fytoextrakci.
Termín hyperakumulátor poprvé použili R. R. Brooks, J. Lee, R. D. Reeves a T. Jaffre (J. Geochem. Explor. 7, 49 57, 1977) k popsání některých rostlin silně kumulujících nikl. Původně byl definován pro rostliny obsahující více než 1000 mg kovu na kilogram v usušené tkáni. V přírodě se ale vyskytují rostliny, které ve tkáni obsahují koncentrace kovu vysoké, avšak přesto znatelně nižší než v okolní půdě. Proto byla k definici hyperakumulátoru přidána podmínka, že rostlina hromadí kov v koncentracích oproti okolní půdě vyšších.
Hyperakumulátory lze využít pro fytomining který je v některých případech podstatně výhodnější oproti běžným metodám získávání rud.